# وانج زياشواي
وانج زياشواي (بالصينية: 王小帥) هو كاتب سيناريو ومخرج وممثل صيني، ولد في 22 مايو 1966 في الصين. من الجوائز التي نالها وسام الفنون والآداب الفرنسي.

## أعمال

### أفلام
- (1998) الكمان الأحمر[5]

## جوائز
- وسام الفنون والآداب الفرنسي

## وصلات خارجية
- وانج زياشواي على موقع IMDb (الإنجليزية)
- وانج زياشواي على موقع ألو سيني (الفرنسية)
- وانج زياشواي على موقع أول موفي (الإنجليزية)
- وانج زياشواي على موقع قاعدة بيانات الأفلام السويدية (السويدية)
- وانج زياشواي على موقع قاعدة بيانات الفيلم (الإنجليزية)
- وانج زياشواي على موقع كينوبويسك (الروسية)